# Can Molar (Maçanet de Cabrenys)
Can Molar és una casa eclèctica de Maçanet de Cabrenys (Alt Empordà) inclosa a l'Inventari del Patrimoni Arquitectònic de Catalunya.

## Descripció
Casa de planta rectangular edificada sobre un fort desnivell, i que consta de planta baixa, dos pisos i golfes. La façana de migdia presenta tres arcs rebaixats que es repeteixen fins a la segona planta pis. Per la seva banda la façana de tramuntana està acuradament articulada, i ofereix una sèrie d'esgrafiats decoratius vegetals i geomètrics que s'estenen en un cos adossat en faixes horitzontals al llarg del mur exterior. A la banda esquerra de la façana hi ha cos adossat d'alçada inferior amb sostre terrassat i tancat per una barana de balustres de pedra. El mur està arrebossat. Les finestres que s'obren en ambdós pisos i que donen a petits balcons individuals han estat emmarcades per senzills guardapols. A la teulada s'aixeca una torre amb una cúpula octogonal decorada amb elements ceràmics. Es tracta doncs d'una casa amb una estructura força corrent, de principis d'aquest segle, i que presenta una decoració que recorda en certs aspectes el gust modernista.